# Shimizu (Hokkaidō)
Pour les articles homonymes, voir Shimizu.
Shimizu (清水町, Shimizu-chō) est un bourg du district de Kamikawa, situé dans la sous-préfecture de Tokachi, sur l'île de Hokkaidō, au Japon.

## Géographie

### Situation
Shimizu est situé dans l'ouest de la sous-préfecture de Tokachi, au pied des monts Hidaka, sur l'île de Hokkaidō, au Japon.

### Démographie
Au 30 septembre 2015, la population de Shimizu s'élevait à 9 878 habitants répartis sur une superficie de 402,25 km2.